# Eutelia suffundens
Eutelia suffundens är en fjärilsart som beskrevs av Walker 1863. Eutelia suffundens ingår i släktet Eutelia och familjen nattflyn. Inga underarter finns listade i Catalogue of Life.